# Pietro Nardini

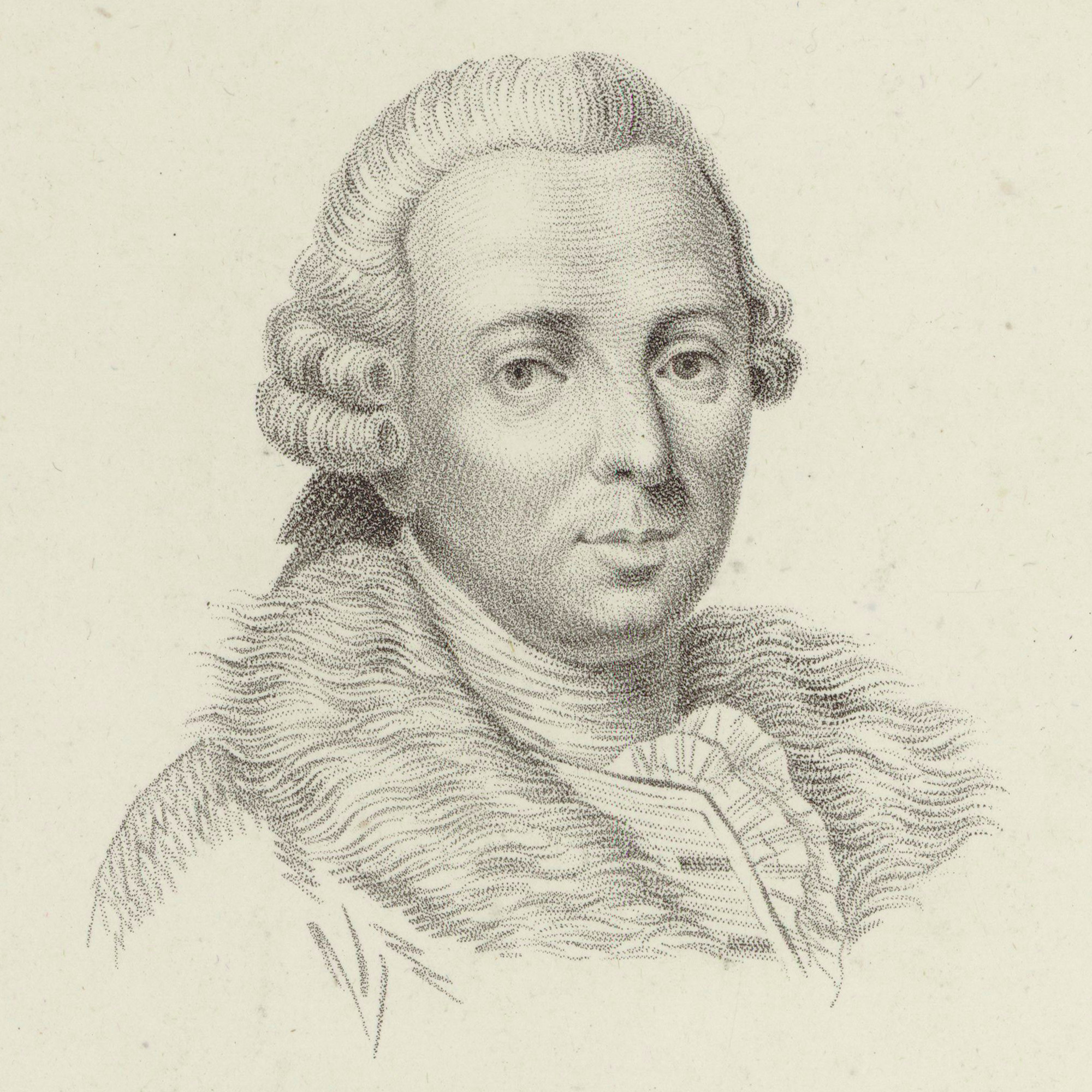
Pietro Nardini.

Pietro Nardini, född 12 april 1722, död 7 maj 1793, var en italiensk violinvirtuos och tonsättare.
Nardini var Giuseppe Tartinis älsklingselev och var hovviolinist i Stuttgart 1753-75, därefter från 1770 hovkapellmästare i Florens. Han var berömd för sin förtrollande vackra ton och sin ouppnådda cantilena. Bland hans tonsättningar märks värdefulla kammarmusikverk och violinkompositioner, bland annat sex konserter, sonater med mera.